# Psalmzangavond
Een psalmzangavond is een avond waarop psalmen worden gezongen. Tijdens het zingen wordt men begeleid op een orgel. Deze avonden vinden vaak plaats in historische kerkgebouwen, vaak vanwege het orgel dat erin staat. Er wordt voornamelijk gezongen uit de psalmberijming van 1773.
Op deze avonden wordt vaak uitbundiger op het orgel gespeeld dan tijdens de erediensten, maar er wordt niet sneller gezongen. Dit zingen met hele noten komt alleen nog voor in bevindelijk gereformeerde kringen. Een journalist van het Nederlands Dagblad beschreef dit psalmgezang als langzaam golvend langs de gewelven, niet-ritmisch en adembenemend traag.

## Bevindelijk gereformeerden
Psalmzangavonden worden vanaf eind twintigste eeuw georganiseerd door bevindelijk gereformeerden. Tijdens deze avonden worden onder begeleiding van organisten voornamelijk psalmen gezongen uit de psalmberijming van 1773. De organisten op deze avond zijn echter zelden academisch geschoold in het orgelspel: vaak zijn de organisten amateurs die een emotionele vertolking te bieden zouden hebben, in tegenstelling tot beroepsorganisten. De organisten hebben vaak bekendheid verworven met het plaatsen van psalmmuziek op YouTube.
Er werden in 2023 ook speciale avonden georganiseerd om bij het 250-jarige bestaan van deze psalmberijming stil te staan. Vaak worden de zangavonden gecombineerd met een collecte voor een goed doel, of speciaal voor het zingen van andere berijmingen die niet of weinig meer in de reguliere eredienst gezongen worden, zoals die van Datheen of Revius. Ook worden er avonden georganiseerd waarin psalmen met bovenstem gezongen wordt. Verder zijn er avonden waar alleen mannen zingen, zoals de Mannenzang in Katwijk.
Bij psalmzangavonden zijn ook predikanten aanwezig. Deze verzorgen het openingsgebed en eindgebed, en houden een korte schriftlezing. Aan de hand van deze schriftlezing worden tussen de psalmen door korte meditaties gehouden die de psalmen inleiden.

## Populariteit
De psalmzangavonden werden in de jaren 2020 steeds populairder. Ze worden vaak opgenomen en video's ervan biedt men aan op YouTube. Een video van organist Andre Nieuwkoop, waarin psalm 42. v 1,3 en 5 gezongen worden, werd tot 2024 ruim 2,5 miljoen keer bekeken. Psalmzangavonden zijn interkerkelijk en worden vaak in historische kerkgebouwen gehouden, wat ze laagdrempeliger te bezoeken maakt.

## Oudere psalmzangavonden
Rond 1940 werden er ook psalmzangavonden gehouden. Waar tegenwoordig psalmzangavonden vooral dienen om de oude psalmberijmingen in ere te houden, hadden de oudere psalmzangavonden juist tot doel om de gemeentezang te vernieuwen en te verbeteren, onder andere door het het gebruik van nieuwe psalmberijmingen. Zo werd in 1938 een psalmzangavond gehouden in de Grote kerk te Enschede die was uitgeschreven door de predikanten en voorgangers van alle protestante kerken in Enschede. Deze avond was belegd om de nieuwe psalmberijming van ds. H. Hasper en de herstelde 16-eeuwse melodieën mede te delen. Volgens een krantenbericht was de Grote kerk "reeds voor het aanvangsuur" geheel bezet. Een gezamenlijke psalmzangavond van hervormden en rooms-katholieken in Groningen, waarbij de katholieken Gregoriaanse muziek uitvoerden, leidde tot een reprimande voor de organiserende hervormde predikant C.W. Coolsma door zijn eigen kerkenraad, een incident dat de landelijke pers haalde.